# Баденхаузен
Баденхаузен (нем. Badenhausen) — община в Германии, районный центр, расположен в земле Нижняя Саксония.
Входит в состав района Остероде. Подчиняется управлению Бад Грунд.  Население составляет 1896 человек (на 31 декабря 2010 года). Занимает площадь 7,41 км².
Община подразделяется на 2 сельских округа.
| Год  | Население |
| ---- | --------- |
| 1990 | 2062      |
| 1995 | 2094      |
| 2000 | 2049      |
| 2005 | 2021      |
| 2010 | 1907      |